# Doctor González
Doctor González é um município do estado de Nuevo León, no México.
Em 2005, o município possuía um total de 3.092 habitantes.